# 維吉尼亞州第四十五步兵團
維吉尼亞州第四十五步兵團（英語：45th Virginia Infantry Regiment）成立於1861年5月29日，其將軍為亨利·赫思。此步兵團於1863年也有跟隨李將軍血戰蓋茨堡。1864年參與可洛以山之戰（Battle of Cloyd's Mountain）。

## 組織
一般的步兵團都有十個連（company，即A至K），但第四十五步兵團最初擁有十一個連（A至L），L連於1862年1月15日被指派到維吉尼亞州第二十三步兵團。

## 外部連結
- 第四十五步兵團之歷史 （页面存档备份，存于）